# Canoagem nos Jogos Pan-Americanos de 2023 - C-1 slalom masculino
A prova do C-1 slalom masculino da canoagem nos Jogos Pan-Americanos de 2023 foi disputada em 28 e 29 de outubro de 2023 no Rio Aconcagua, em Los Andes. Um total de nove canoístas, cada um representando um Comitê Olímpico Nacional (CON), participaram do evento.

## Calendário
Horário local (UTC−3).
| Data          | Hora  | Fase          |
| ------------- | ----- | ------------- |
| 28 de outubro | 9:30  | Eliminatórias |
| 29 de outubro | 9:30  | Semifinais    |
| 29 de outubro | 11:00 | Finais        |

## Medalhistas
| Ouro   | USA Zachary Lokken  |
| Prata  | BRA Kauã da Silva   |
| Bronze | PAR Leonardo Curcel |

## Resultados
Os sete melhores canoístas nas eliminatórias avançam para as semifinais. Destes, os seis melhores avançam para a final, onde os medalhistas são definidos.
| Pos.              | Canoísta                  | Eliminatórias | Eliminatórias | Eliminatórias | Eliminatórias | Eliminatórias | Eliminatórias | Semifinal   | Semifinal   | Semifinal   | Final       | Final       | Final |
| Pos.              | Canoísta                  | Descida 1     | Pen.          | Descida 2     | Pen.          | Melhor        | Pos.          | Tempo       | Pen.        | Pos.        | Tempo       | Pen.        |       |
| ----------------- | ------------------------- | ------------- | ------------- | ------------- | ------------- | ------------- | ------------- | ----------- | ----------- | ----------- | ----------- | ----------- | ----- |
| Medalha de ouro   | USA Zachary Lokken        | 82.23         | 0             | 80.60         | 0             | 80.60         | 1             | 147.00      | 50          | 6           | 95.87       | 0           |       |
| Medalha de prata  | BRA Kauã da Silva         | 87.46         | 2             | 86.60         | 0             | 86.60         | 4             | 106.85      | 4           | 2           | 97.22       | 2           |       |
| Medalha de bronze | PAR Leonardo Curcel       | 92.41         | 2             | 89.39         | 0             | 89.39         | 5             | 108.85      | 0           | 3           | 110.11      | 4           |       |
| 4                 | ARG Sebastián Rossi       | 89.26         | 4             | 82.34         | 0             | 82.34         | 2             | 96.10       | 0           | 1           | 110.65      | 5           |       |
| 5                 | CAN Alex Baldoni          | 86.67         | 2             | 84.66         | 2             | 84.66         | 3             | 115.92      | 4           | 4           | 118.49      | 8           |       |
| 6                 | VEN Silva José            | 103.87        | 2             | 105.98        | 6             | 103.87        | 7             | 122.46      | 6           | 5           | 141.38      | 16          |       |
|                   |                           |               |               |               |               |               |               |             |             |             |             |             |       |
| 7                 | MEX Ricardo Fentanes      | DSQ           | 8             | 99.96         | 2             | 99.96         | 6             | 269.46      | 114         | 7           | Não avançou | Não avançou |       |
|                   |                           |               |               |               |               |               |               |             |             |             |             |             |       |
| 8                 | CHI Geral Soto            | 181.54        | 106           | 106.78        | 8             | 106.78        | 8             | Não avançou | Não avançou | Não avançou | Não avançou | Não avançou |       |
| 9                 | PER John Hunter Rodríguez | 131.31        | 52            | 110.63        | 4             | 110.63        | 9             | Não avançou | Não avançou | Não avançou | Não avançou | Não avançou |       |